# ヨハン・フォーゲル
ヨハン・フォーゲル（Johann Louis François Vogel、1977年3月8日 - ）は、スイスの元同国代表の元サッカー選手。ジュネーヴ出身。ポジションはセンターハーフ、ディフェンシブハーフ。

## 経歴

### クラブ
16歳でグラスホッパーズでプロデビュー、スイスリーグ3連覇に貢献した。1999年にPSVに移籍しUEFAカップベスト8進出やエールディヴィジ優勝に貢献した。
2005-06シーズンはACミランでプレーするも出場機会に恵まれず、レアル・ベティスに移籍した。しかし2007-08シーズンには出場機会がなかったことから2007年12月にベティスを退団し、翌年3月にブラックバーンに入団した。しかしここでも満足な出場機会は得られず、2008-09シーズンの冬の移籍に契約を解除、自由契約となった。
2009年11月5日、現役引退が発表された。
2年半の引退期間を経て2012年2月に古巣グラスホッパーズに現役復帰し、シーズン後に再び引退した。

### 代表
18歳でスイス代表に招集され、翌年開催されたEURO1996にも出場。国際大会での不遇を囲う代表において、キャプテンを任されるほど欠かせない存在へと成長した。ドイツW杯にも出場し、若手の多いチームにあって豊富な経験は貴重なものとなっていたが、ヤコブ・クーン監督との確執により2007年2月以降代表を離れた。
代表のチームメイトであったパトリック・ミュラーとは同い年であり、ユース時代からのチームメイトであったことなどから仲が良い。

## 代表歴

### 出場大会
- スイス代表
  - 2006 FIFAワールドカップ

### 試合数
- 国際Aマッチ 94試合 2得点（1995年-2007年）[5]

| スイス代表 | 国際Aマッチ | 国際Aマッチ |
| 年         | 出場        | 得点        |
| ---------- | ----------- | ----------- |
| 1995       | 2           | 0           |
| 1996       | 8           | 0           |
| 1997       | 4           | 0           |
| 1998       | 7           | 0           |
| 1999       | 11          | 1           |
| 2000       | 7           | 0           |
| 2001       | 8           | 1           |
| 2002       | 6           | 0           |
| 2003       | 8           | 0           |
| 2004       | 9           | 0           |
| 2005       | 11          | 0           |
| 2006       | 12          | 0           |
| 2007       | 1           | 0           |
| 通算       | 94          | 2           |